# Munidion parvum
Munidion parvum är en kräftdjursart som beskrevs av Richardson1904. Munidion parvum ingår i släktet Munidion och familjen Bopyridae. Inga underarter finns listade i Catalogue of Life.